# Білопілля (Хмільницький район)
Білопі́лля (МФА: [bʲiɫoˈpʲiʎːɐ] ( прослухати)) — село в Україні, у Глуховецькій громаді Хмільницького району Вінницької області. Населення становить 702 осіб.

## Історія
У 1626 році в Білопіллі вже існував дерев'яний костел св.Антонія, який був збудований власником села Антоном Тишкевичем. Костел знаходився на височині, на місті старого городища з замком.
Білопілля нанесено на карту Гійома де Боплана 1648 року.
З 1740 року належало графу Завиші, з 1781 - Вікентію Тишкевичу, писарю Литовському. При ньому в містечку проходило 10 ярмарок на рік.
У 1814 році власник села Вікентій Тишкевич будує новий мурований костел на честь св.Антонія з Падуї. В храмі знаходилась чудотворна ікона святого. В крипті - поховання членів роду. До костелу вів арочний кам'яний міст.

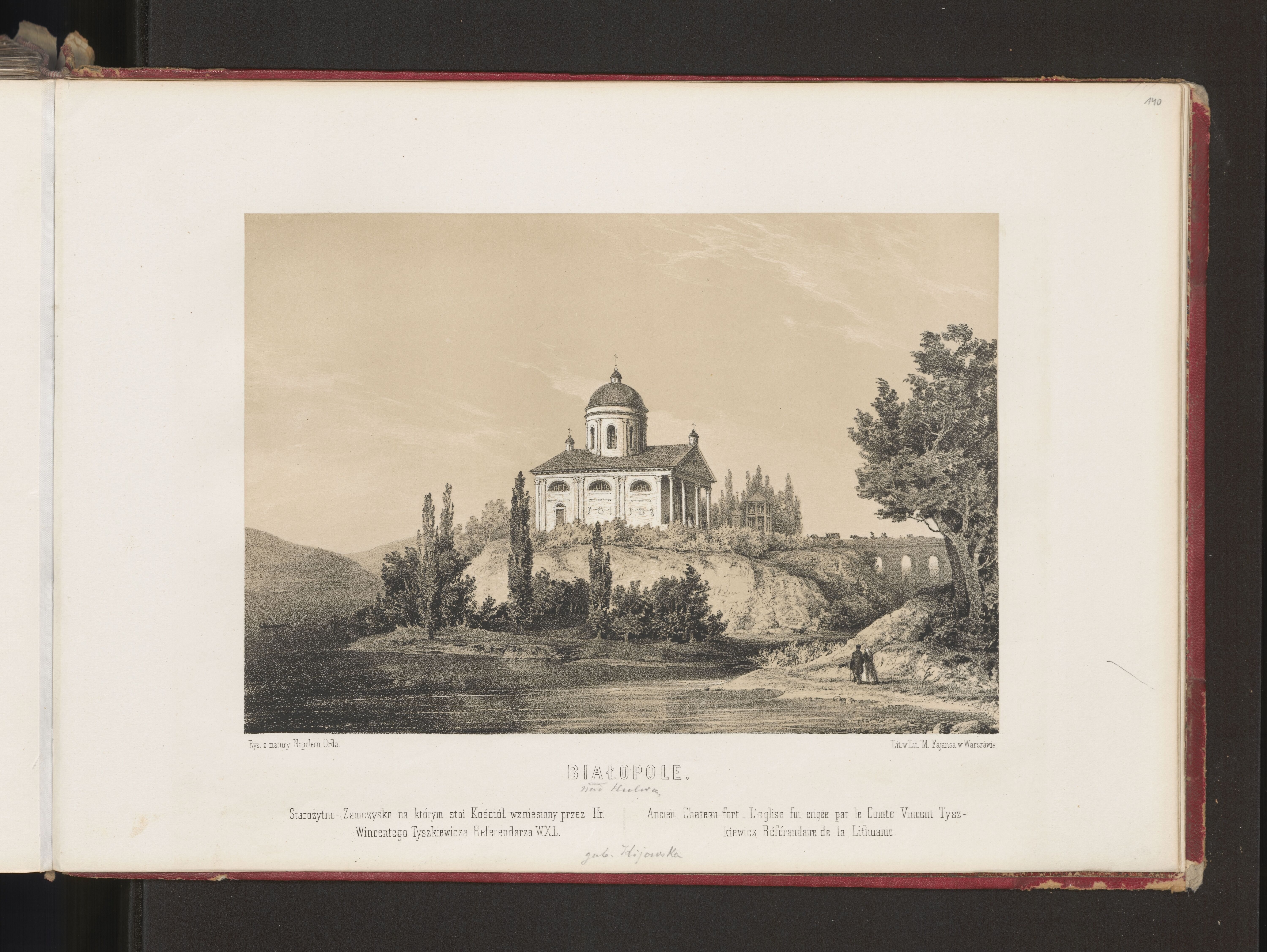
Костел на честь св.Антонія з Падуї, автор Наполеон Орда, 1875

У ХІХ ст. село Махнівського повіту, з 1846 р. Бердичівського повіту Київської губернії.
Православна парафіяльна церква св. Петра і Павла, існувала щонайменше з 1797 року, це випливає з дати збережених метричних книг. До парафії відносилися також жителі присілка Татарське Селище. У 1845 році церква була розбудована.
До костелу св.Антонія належали вірні РКЦ з сел Бровки, Велики Гадомці, Гадомчики (Малі Гадомці), Закутинці, Іванківці, Камені, Кашперівка, Козятин, Лебединці, Мала Чернявка, Непединці, Панасівка, Радзивилівка, Садки, Сингаївка, Татарське Селище, Терешпіль, Халаїмгородок,  Чорнорудка. Метричні книги знаходяться у ЦДІАК, ДАЖО
В середині ХІХ ст. село належало Карлу Гавриловичу Тишкевичу.
Станом на 1885 рік у колишньому власницькому містечку, центрі Білопільської волості Бердичівського повіту Київської губернії, мешкало 932 особи, налічувалось 141 дворове господарство, існували католицький костел, синагога, єврейський молитовний будинок, школа, поштова станція, 4 постоялих двори, постоялий будинок, 20 лавок, водяний і вітряний млин, відбувалось 7 ярмарків на рік. За версту — пивоварний завод.
За переписом 1897 року кількість мешканців зросла до 2619 осіб (1271 чоловічої статі та 1348 — жіночої), з яких 1423 — православної віри, 1141 — юдейської.
В 1957 році комуністична влада знищила костел св. Антонія, ніби-то задля будівництва дороги. Після руйнування виявилося, що матеріал для цього непридатний. Разом з костелом були знищенні й поховання. Нині при в'їзді в село зі сторони Бердичіва можна побачити пагорб, на якому колись стояв храм.

## Пам'ятні місця

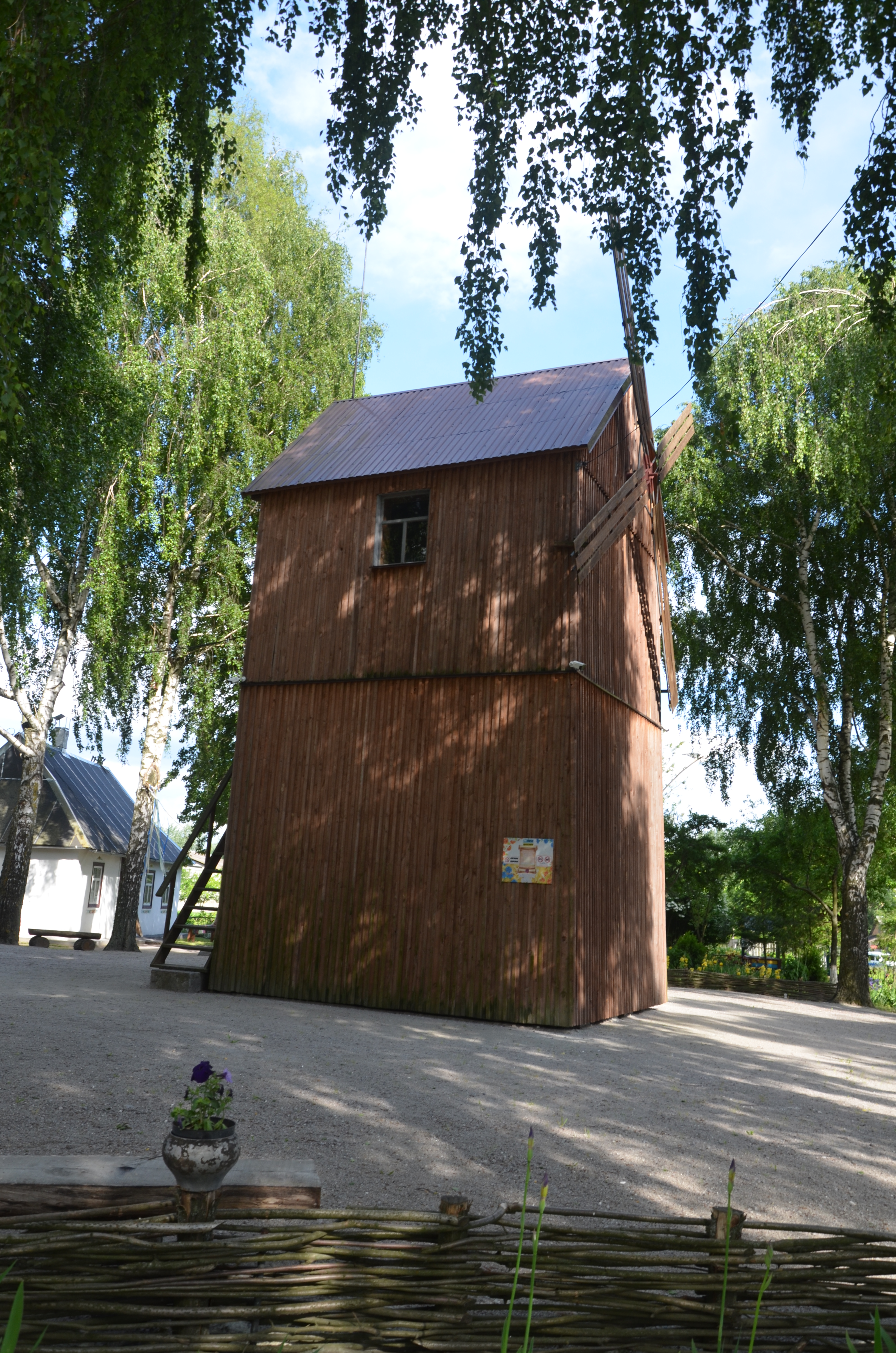
Вітряк у Музеї Хліба, Білопілля

Унікальний «Музей Хліба» під відкритим небом  у Білопіллі є візитівкою району. Комунальний заклад на вул. Бердичівській — це жива історія українського хліборобського роду.  

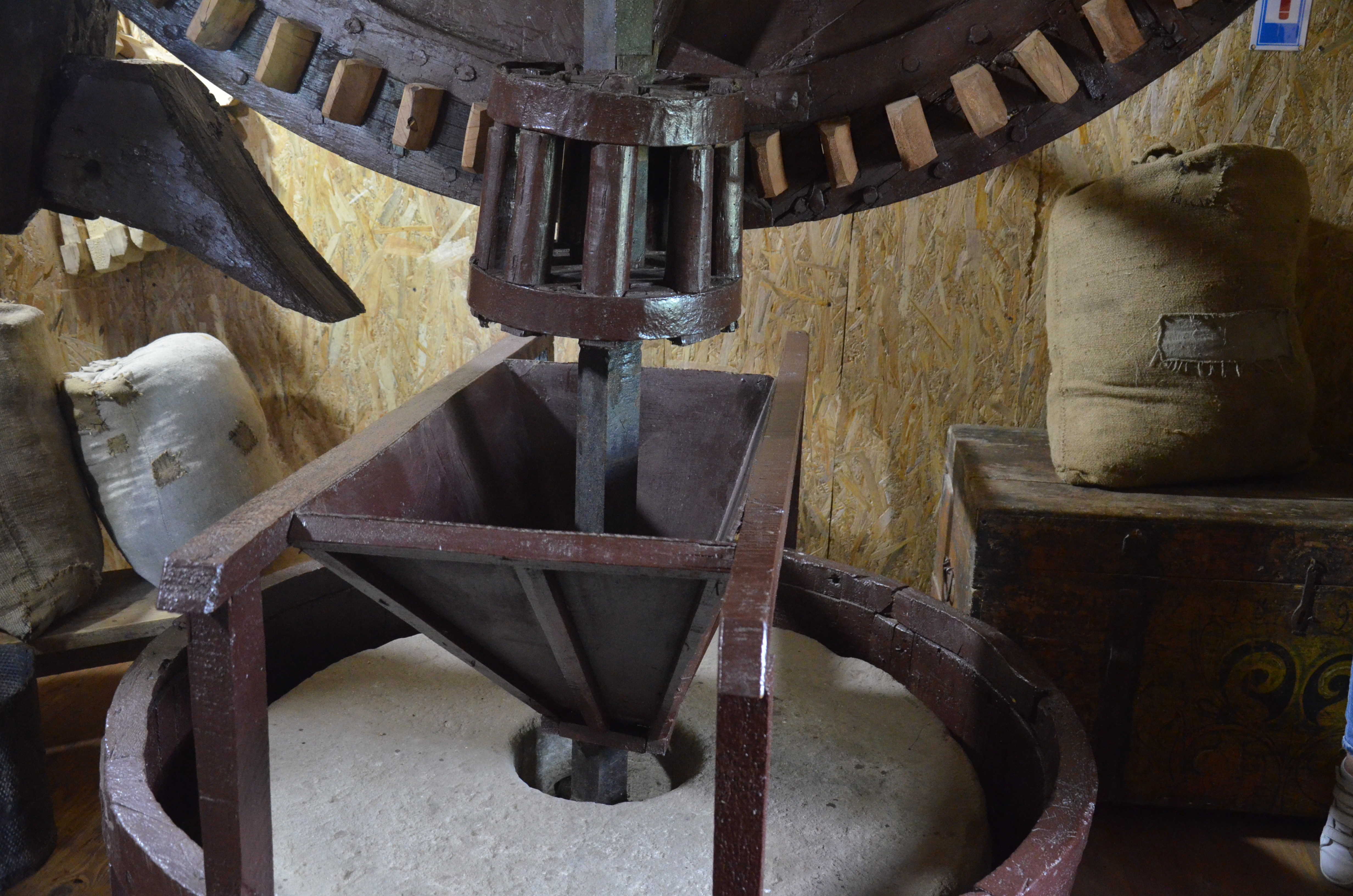
Вітряк у Музеї Хліба, Білопілля

В експозиції також представлені: блокадний хліб Ленінграду; хліб 1932-33 років; хліб, що випечений для космонавтів, який має незвичний вигляд – у целофановому пакеті десять буханців по 4-5 грамів кожен. Такий хліб зберігається свіжим протягом шести місяців. Тут на власні очі можна побачити, як зовні і зсередини виглядала сільська хатина та клуня, душею відчути, як народжувався хліб, дізнатися про життя та побут селян, зокрема ремісництво. На подвір’ї розмістили сільськогосподарський реманент давнини. В експозиції клуні широко представлені знаряддя праці. Почесне місце в садибі займає криниця, до неї в селі сходились всі стежки, тут можна було почути усі чутки та новини. Без хвіртки та огорожі, що за давніми народними повір’ями огорожа оберігає від нечистої сили, не можна уявити селянського обійстя – про них складено багато пісень. Тисячі людей різного віку їдуть і йдуть до створеного в селі Білопілля музею, щоб в котрий раз доторкнутись до історичного минулого Подільській землі.

## Транспорт
Зупинка називається «Білосілля». Електропоїзди курсують за напрямком Козятин-Фастів-Київ зворотно. Від станції до села приблизно 6 км ґрунтовою дорогою.

## Відомі особистості
В поселенні 

### народилися:
- Жорноклей Павло Євтихійович (1914 — невідомо) — радянський зоотехнік-селекціонер.
- Корнійчук Василь Антонович (1924—1990) — лікар-анатом, викладач, ректор Вінницького державного медичного університету ім. М. І. Пирогова (1970).

### проживали
- Бравер Станіслав — римо-католицький священик, репресований радянською владою[10].
- Біля костелу св.Антонія був похований письменник Євстахій Івановський. Під час знищення костелу у 1957 році могила зруйнована.[11]